# Amyema gibberula
Amyema gibberula é uma planta hemiparasitária aérea da família Loranthaceae, nativa da Austrália, e encontrada na Austrália Ocidental, no Território do Norte e no Sul da Austrália.

## Ecologia
A. gibberula é encontrada em várias espécies de Hakea e Grevillea.

## Taxonomia
Foi descrita pela primeira vez por Tate em 1886 como Loranthus gibberulus, com o seu género sendo alterado para Amyema por Danser em 1992.